# 밀라다 호라코바

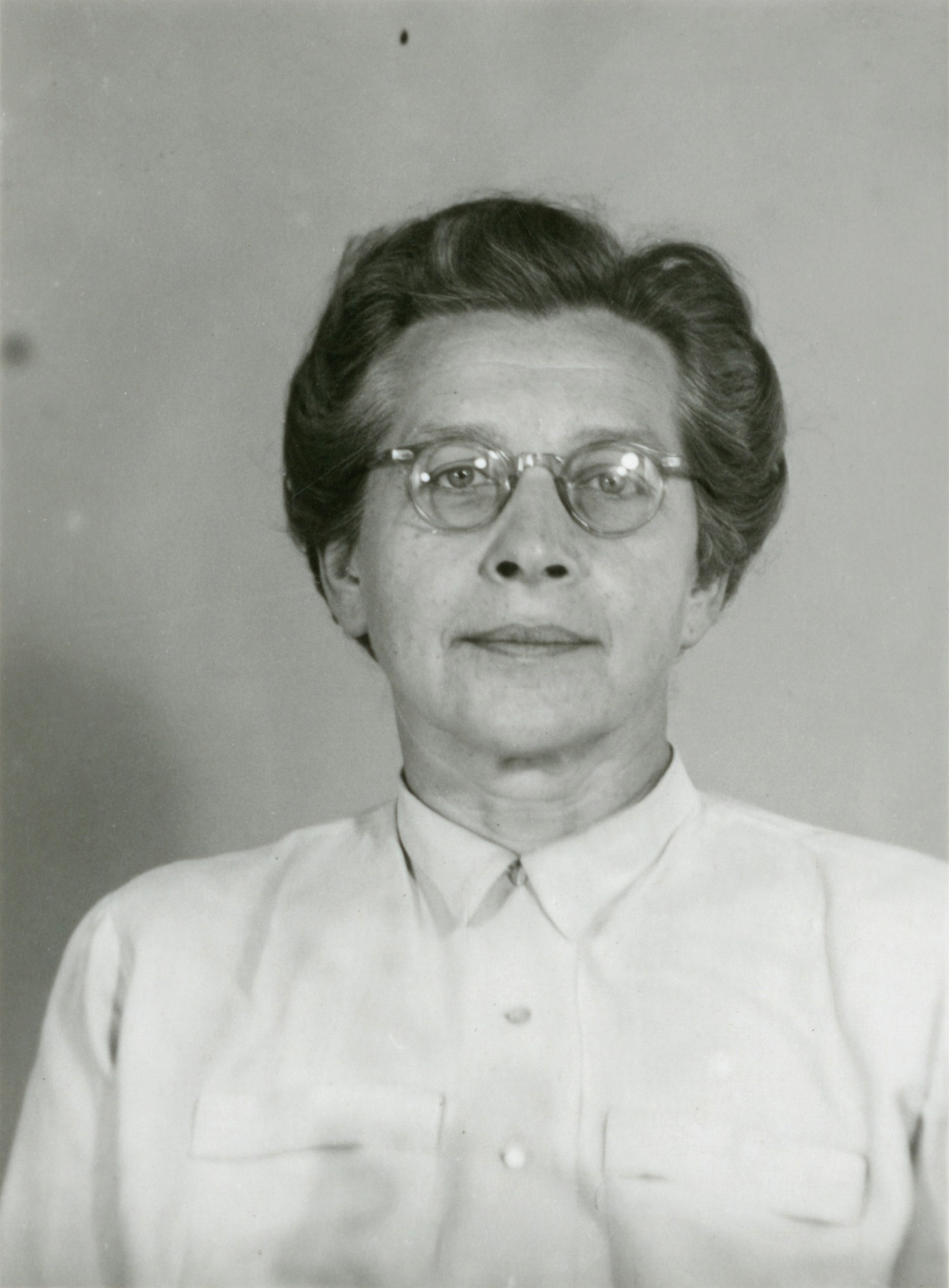

밀라다 호라코바 (Milada Horáková, 결혼 이전 성씨 크랄로바 Králová, 1901년 12월 25일 ~ 1950년 6월 27일)는 체코의 정치인이자 제2차 세계 대전 당시 나치 독일에 저항한 지하 저항 운동의 일원이었다. 호라코바는 체코슬로바키아 공산당이 벌인 사법 살인의 희생자였으며, 음모와 반역 혐의로 유죄 판결을 받고 처형되었다. 알베르트 아인슈타인, 뱅상 오리올, 윈스턴 처칠을 비롯한 서구의 많은 저명한 인사들이 체코슬로바키아 공산당 당국에게 호라코바의 목숨을 지켜주길 청원했으나, 체코슬로바키아 공산당 당국은 이 청원을 받아들이지 않았다.
호라코바는 프라하 판크라츠 감옥에서 처형되었는데, 그녀의 유해는 아직까지도 발견되지 않았다. 한편 호라코바가 받았던 유죄 판결은 1968년에 취소되었다. 1990년에는 명예회복이 이루어졌으며, 사후 토마스 가리그 마사리크 훈장 (1급, 체코 공화국에서 수여하는 훈장)과 이중 백신자 훈장 (1급, 슬로바키아 공화국에서 수여하는 훈장)이 추서되었다.